# Olle Gällmo
Olle Gällmo, född 26 juni 1966 i Sollentuna, är en svensk lärare och riksspelman på svensk säckpipa.

## Utbildning
Gällmo är filosofie licentiat och universitetsadjunkt i datavetenskap, särskilt artificiell intelligens, och programansvarig för kandidatprogrammet i datavetenskap vid Uppsala universitet.

## Musikalisk verksamhet
År 1991 började Gällmo forska i den gamla svenska säckpipstraditionen och har sedan dess blivit en av dess flitigaste informatörer, i Sverige och utomlands, genom konserter, kurser, workshopar, föredrag och en omfattande webbplats om instrumentet.
Gällmo spelar traditionell svensk säckpipa, det vill säga munblåst och med en bordun, men även på en utökad variant som är bälgblåst och har fler borduner. Det senare instrumentet är mer flexibelt och har gjort det möjligt för Gällmo att använda säckpipan i nya sammanhang. Bland annat sjunger han visor till ackompanjemang av den egna säckpipan. 
Gällmo spelar även medeltidsmusik och renässansmusik.

## Diskografi
- Med pipan i säcken (2008) [3]

## Utmärkelser
- Zornmärket i silver – Riksspelman 2008
- Thunmanstipendiet  2010

## Grupper
- Celsiustrion
- Härfågel
- Joculatores Upsalienses
- Zenner&Greiner